# MuZero
MuZero是DeepMind 2019年發布的AI系統，可以在不被告知规则的情况下通過觀察大量遊戲和棋類比賽來掌握围棋、国际象棋、日本将棋和视频游戏的玩法和規則。

## 相關連結
- AlphaZero
- DeepMind
- 無監督學習

## 外部連結
- Open-Source MuZero Implementations （页面存档备份，存于）